# Sandra Kubicka
Sandra Milwiw-Baron de domo Kubicka (ur. 22 stycznia 1995 w Łodzi) − polska celebrytka i prezenterka telewizyjna, kiedyś fotomodelka.

## Życiorys
W 2008 zamieszkała w Miami. Sesje zdjęciowe z jej udziałem publikował m.in. magazyn „Treats!”. W 2015 była jedną z głównych modelek Asos, dwa lata później modelką z rozkładówki amerykańskiego wydania magazynu „Playboy”. Czasopismo „Maxim” umieściło ją na liście 100 najseksowniejszych nazwisk Ameryki. Na polskim rynku jest reprezentowana przez agencję Avant Models Małgorzaty Leitner.
W 2019 zajęła trzecie miejsce w 10. edycji programu rozrywkowego Polsatu Dancing with the Stars. Taniec z gwiazdami. W 2023 prowadziła program randkowy Telewizji Polskiej Love Me or Leave Me. Kochaj albo rzuć i program muzyczny Rytmy Dwójki.

### Życie prywatne
Była zaręczona z DJ-em Cedrikiem Gervaisem i przedsiębiorcą Kaio Alvesem Goncalvesem. W 2021 związała się z muzykiem Aleksandrem Milwiw-Baronem, za którego wyszła 6 kwietnia 2024, po ślubie przyjęła nazwisko męża. Ma z nim syna, Leonarda (ur. 16 maja 2024). 9 marca 2025 ogłosiła rozstanie z mężem, ale kilka miesięcy później potwierdziła wycofanie dokumentów rozwodowych.
Choruje na zespół policystycznych jajników. W wieku 19 lat przeszła operację powiększenia biustu.